# 相内眞子
相内 眞子(あいうち まさこ)は、日本の政治学者・ジェンダーの研究者。北翔大学名誉教授。元北翔大学学長。日本福祉文化学会理事。古矢旬門下。元小樽商科大学教授で政治学者の相内俊一は夫。

## 来歴
国際基督教大学教養学部卒。1985年から1987年までウィスコンシン大学に留学。1992年、札幌聖心女子学院中学校・高等学校英語専攻科非常勤講師（ - 1993年）。1995年、北星学園大学経済学部非常勤講師（ - 1997年）。1996年、北海道大学大学院法学研究科博士課程単位取得満期退学（政治学専攻）。同年、同法学部助手。大学院では荒木俊夫と古矢旬に薫陶を受ける。
1997年、北海道女子大学人間福祉学部講師。2000年、北海道浅井学園大学人間福祉学部助教授。2003年、同人間福祉学部教授。2005年、浅井学園大学人間福祉学部教授。2006年、北翔大学（2007年末まで浅井学園大学）人間福祉学部教授、同人間福祉学部長、同副学長。2010年2月、北翔大学学長に就任。2014年2月、北翔大学学長を退任。室蘭工業大学経営協議会委員。

## 研究領域
女性と政治の関係を研究し、地方議会とジェンダーの関係性の研究や、社会福祉政策形成における女性のリーダーシップ論、男女共同参画社会の法と政策の関係など幅広く研究した。
所属学会は日本福祉文化学会（理事）、日本政治学会、日本選挙学会。

## 論文
- 相内真子「アメリカ合衆国における「女性と政治」--州議会における女性代表を中心に」『北大法学論集』第43巻第5号、北海道大学法学部、1993年3月、1214-1176頁、ISSN 03855953、NAID 120000958332。
- 相内真子「働かざるもの食うべからず:アメリカ合衆国における福祉制度改革--Wisconsin Worksに関する一考察」『人間福祉研究』第1号、北翔大学、1998年、85-100頁、ISSN 13440039、NAID 110006603764。
- 相内真子「アメリカ政治におけるジェンダー・ファクター : 選挙政治にみるジェンダー効果」『人間福祉研究』第3号、北翔大学、2000年、81-94頁、ISSN 1344-0039、NAID 120005535300。
- 相内真子「ジェンダーで読む衆議院選挙 : 女性候補と政党」『人間福祉研究』第4号、北翔大学、2001年、93-107頁、ISSN 1344-0039、NAID 120005535295。
- 相内真子「ジェンダーとアメリカ政治:女性が作る「違い」」『日本政治學會年報政治學』第54巻、日本政治学会、2003年、89-112頁、doi:10.7218/nenpouseijigaku1953.54.0_89、ISSN 0549-4192、NAID 130006905317。
- コンウェイM.マーガレット, パーリーマリアン・リーフ, 相内真子「アメリカ合衆国における福祉政策と女性のリーダーシップ」『人間福祉研究』第6号、北翔大学、2003年3月、179-192頁、ISSN 1344-0039、NAID 120005535282。
- 相内眞子, 幅崎麻紀子「ネパールにおける女性と選挙--内戦後のネパールにおける女性の政治活動の活性化について」『人間福祉研究』第14号、北翔大学、2011年、1-15頁、ISSN 13440039、NAID 110008507736。
- 中囿桐代, 相内眞子, 宮下裕美子, 笹谷春美, 小内純子, 岡田久美子, 笹谷春美, 小内純子, 岡田久美子「政治を変える,女性議員を増やす : 女性プラザ祭2018 トークセッション報告」『開発論集』第104号、北海学園大学開発研究所、2019年9月、131-149頁、ISSN 0288-089X、NAID 120006729464。）